# Гьонай (община Призрен)
Гьонай (на сръбски: Ђонај), (на албански: Gjonaj) е село в Косово, община Призрен, Призренски окръг.

## География
Селото е разположено в областта Хас, на 17 километра северозападно от Призрен, на десния бряг на Бели Дрин.

## Личности
Родени в Гьонай
- Андреа Богдани (1600 – 1683), католически духовник